# Micrasema minimum
Micrasema minimum är en nattsländeart som beskrevs av Mclachlan 1876. Micrasema minimum ingår i släktet Micrasema och familjen bäcknattsländor. Inga underarter finns listade i Catalogue of Life.